# Myrcia lundiana
Myrcia lundiana är en myrtenväxtart som beskrevs av Hjalmar Frederik Christian Kiaerskov. Myrcia lundiana ingår i släktet Myrcia och familjen myrtenväxter. Inga underarter finns listade i Catalogue of Life.